# 高橋莉江
高橋 莉江（たかはし りえ、1988年11月17日 - ）は、日本のグラビアアイドル、モデル、元レースクイーン。愛称はりえぴー。元DAY STAR所属。
レースクイーンとしてはスタイルコーポレーション→プリッツコーポレーションと提携していた。2014年3月7日のブログで活動停止を発表。グラビア活動、白星☆ウィクトーリアのメンバー、ソロアーティストとして活動していたが、2021年12月5日グループ卒業。
作詞や振り付けなども自身で行っていた。現在ヘアメイクの仕事もしている。

## 人物
- 家族は両親と妹2人。実家は農家で、小さい頃から親の農作業を手伝ったりしていた。2013年には野菜コーディネーターの資格を取得している。
- 特技は料理、イラスト（友人などの結婚式のウエルカムボードや、自身のユニットのグッズのイラストやLINEスタンプ等描いている）。
- 好きな球団は千葉ロッテマリーンズであり、ファンクラブはゴールド会員。セ・リーグでは広島推しであり、カープ女子の一面も見せている。好きな球審は敷田。

## 経歴

### レースクイーン暦
- 2011年 ingsスーパーレースクイーン
- 2012年 SUPER GT CarXGAL、全日本ラリー選手権 teamARAI with CarX RQ、super耐久レースteamARAI with CarX RQ
- 2013年 superGT HANKOOK Porsche PUMA MOTORSPORT CREW（相方:黒須さおり）
- 2015年5月10日 2015 FIT1.5チャレンジカップ レースクイーン

### モデルコンパニオン暦
- 2011年 東京ゲームショウ バンダイナムコゲームスブース、東京モーターショー 横浜ゴムブース
- 2012年 東京オートサロン HINOブース、東京ゲームショウ SEGAブース、西口プロレスリングガール
- 2013年 東京オートサロン ハセプロブース、東京ゲームショウ スクウェア・エニックスブース

### ファッションショー暦
- 2010年 LIZ LISAコレクション
- 2011年 PACHA NIGHT 〜Resortビーチコレクション、浴衣ファッションショー〜
- 2011年 Le veritable espoir ―真の希望― VOL.9
- 2010年〜2011年 SPOT light fashionshow
- 2014年 TOKYO fashion collection in パシフィコ横浜、in 赤坂BRITZ

### アイドル暦
- 2012年5月19日、復活!ミニスカポリスの新メンバーに抜擢。愛称はりえポリス。
- 2013年4月2日、櫻衣はる・瀬川結佳と「Short Story」を結成。同グループではリーダー、栄養管理職を担当。
  - 2013年12月 1stシングル「Ring a Ding Dong Dang」リリース。
  - 2014年3月 1stアルバム「Memorial Album」リリース。
  - 2014年3月22日 解散ワンマンライブ@渋谷MilkyWayにて解散。サプライズで新曲であり最後のオリジナル曲「ShortStory」を会場限定発売。歌詞もメンバーで手掛けている。
  - 2015年3月23日 一日限りの復活ワンマンライブ@渋谷MilkyWayにて開催。
- 2015年瀬川結佳と期間限定ユニット「かりん☆ぴーなっつ」を結成。同年11月高橋莉江初主催「りえぴーばーすでーらいぶ」を主催後解散。
- 2016年4月 白星☆ウィクトーリアに代打の切り札として新メンバー入り。千葉ロッテマリーンズの球団ソングを公式でカバーする事を発表。マリンスタジアムや京セラドーム等でもライブを開催する。
- 2018年12月 ユニバーサルミュージックより「ヒーローに花束を」メジャーリリース。
- 2019年4月 クラウン徳間ミュージックより「叶えてRadiance」をソロにてメジャーリリース。

### その他活動
- 2011年ミス湘南フォトジェニック
- でちゃう！ガール

## 出演

### テレビ番組
- スカパー！「ピグ☆1GP」（2011年6月）
- 東京MX放送 CarX リポーター（2012年）
- スカパー！「西口EXチャンネル EXアイドルqueen」（2013年8月、9月）
- アイドル専門チャンネルPigoo「革命！グラドル新党」（2014年5月）
- スカパー「白星☆ウィクトーリアの野球バトルナンバーワン決定戦」（2016年～レギュラー）
- チバテレビ「KAYOキズナトレンディ」(2017年～2018年レギュラー)
- チバテレビ ドラマ

「悲愴」「月光」「フニーターズ」出演

### インターネット番組
- Ustream番組「アキバ女子短気大学」レギュラー出演（2012年1月 - 6月）
- @TV「ミニスカポリスの珍事件簿」（2012年）
- ニコジョッキー「ニコニコパトロール」「今夜も美人に会わNight」（2012年）
- ワロップ放送局「復活！ミニスカポリス サタデーナイトでBANG!BANG!BANG!!!」（2012年）
- 復活!ミニスカポリス～歌舞伎町パトロール24時～（2012年）
- Ustream番組 「Blow Up! Shooting」出演（2013年）[注 1]

### CM
- 東京MX まんがランドCM

## 作品

### イメージビデオ
- REALPRIVACY（2016年5月20日、アイドル発掘制作委員会）
- りえぴーリゾート（2017年8月30日、オルスタックソフト販売）
- Diamond（2022年1月21日、竹書房）

### DVD
- キングエイトファクトリー発行「放送禁止動画FILE vol.5」
- スタイルコーポレーション発行「RACE QUEEN CATALOG 2011」

## 書籍
- 三栄書房出版 「GALS PARADISE」
- 大洋図書出版「金のEX」
- triple a出版「でちゃう！（関東版）」
- バイクブロス出版「ROAD RIDER」
- オークラ出版「アイドル図鑑」
- フリーペーパー「Pacchi Guu」
- 学研マーケティング出版「CAPA」
- 2013年1月 オートサロンにて1stデジタル写真集発売
- 2013年7月16日 写真集「R」発売
- 2013年11月9日 2ndデジタル写真集 発売
- 2015年3月23日 復活ライブにて3rdデジタル写真集発売

### 受賞歴
| 受賞   | 賞       | 結果             |
| ------ | -------- | ---------------- |
| 2011年 | ミス湘南 | フォトジェニック |